# Суворов, Александр Яковлевич
Александр Яковлевич Суворов (22 декабря 1918, село Сырятино, ныне Нижегородская область — 4 февраля 1994) — штурман 110-го гвардейского штурмового авиационного полка (6-я гвардейская штурмовая авиационная дивизия, 2-й гвардейский штурмовой авиационный  корпус). Полковник. Герой Советского Союза.

## Биография
Родился 22 декабря 1918 года в селе Сырятино ныне Починковского района Нижегородской области. Русский. В 1936 году окончил 7 классов школы. Работал токарем на Кировском заводе в Ленинграде. В 1938 году окончил Ленинградский аэроклуб и Ульяновскую школу лётчиков-инструкторов Осоавиахима. Работал лётчиком-инструктором в Алатырском аэроклубе.
В армии с августа 1941 года. В августе — ноябре 1941 года — лётчик-инструктор 5-й военной авиационной школы первоначального обучения лётчиков, в ноябре 1941 — феврале 1942 — лётчик 29-го запасного авиационного полка. Переучивал молодых лётчиков на штурмовик Ил-2 и настойчиво просился на фронт.
Участник Великой Отечественной войны: в мае 1942 — мае 1945 — лётчик, заместитель командира и командир авиаэскадрильи, штурман 775-го штурмового авиационного полка. Воевал на Западном, Юго-Западном, 3-м и 1-м Украинском фронтах. Участвовал в Сталинградской битве, освобождении Донбасса и Правобережной Украины, Львовско-Сандомирской и Берлинской операциях. За годы войны совершил 102 боевых вылетов на штурмовике Ил-2, нанеся противнику значительный урон в живой силе и технике.
За мужество и героизм, проявленные в боях, Указом Президиума Верховного Совета СССР от 27 июня 1945 года гвардии майору Суворову Александру Яковлевичу присвоено звание Героя Советского Союза с вручением ордена Ленина и медали «Золотая Звезда».
После войны продолжал службу в ВВС. В 1949 и 1954 годах окончил Липецкие высшие офицерские лётно-тактические курсы. Продолжил службу на Дальнем Востоке. С марта 1958 года полковник А. Я. Суворов — в запасе.
Жил в Москве. Работал в научно-исследовательском институте. Умер 4 февраля 1994 года. Похоронен в колумбарии Николо-Архангельского кладбища в Москве.
Полковник (1956). Награждён орденом Ленина, двумя орденами Красного Знамени, орденом Александра Невского, двумя орденами Отечественной войны 1-й степени, орденом Красной Звезды, медалями.

Плита колумбария Суворова на Николо-Архангельском кладбище Москвы.